# Roberto Hernández (arquero)
Roberto Alexander Hernández Maldonado (9 de enero de 1989) es un deportista salvadoreño que compite en tiro con arco, en la modalidad de arco compuesto. Ganó una medalla de bronce en el Campeonato Mundial de Tiro con Arco al Aire Libre de 2009 y dos medallas de oro en los Juegos Panamericanos, en los años 2019 y 2023.

## Palmarés internacional
| Campeonato Mundial al Aire Libre | Campeonato Mundial al Aire Libre | Campeonato Mundial al Aire Libre | Campeonato Mundial al Aire Libre |
| Año                              | Lugar                            | Medalla                          | Prueba                           |
| -------------------------------- | -------------------------------- | -------------------------------- | -------------------------------- |
| 2009                             | Ulsan (Corea del Sur)            | Medalla de bronce                | Equipo                           |
| Juegos Panamericanos             |                                  |                                  |                                  |
| Año                              | Lugar                            | Medalla                          | Prueba                           |
| 2019                             | Lima (Perú)                      | Medalla de oro                   | Individual                       |
| 2023                             | Santiago (Chile)                 | Medalla de oro                   | Equipo                           |